# 202 km (Mołdawia)
202 km – przystanek kolejowy w pobliżu miejscowości Mereșeuca, w rejonie Ocnița, w Mołdawii. Położony jest na linii Ocnița – Żmerynka.